# نیکولسکویه (شهرستان بوزدیاکسکی، باشقیرستان)
نیکولسکویه (انگلیسی: Nikolskoye, Buzdyaksky District, Republic of Bashkortostan) یک شهرک در شهرستان بوزدیاکسکی باشقیرستان کشور روسیه است.